# Autaphes australis
Autaphes australis là một loài bọ cánh cứng trong họ Lycidae. Loài này được Kazantzev miêu tả khoa học năm 2004.